# Alba Barnusell i Ortuño
Alba Barnusell i Ortuño (Granollers, 26 de juliol de 1979) és una política catalana, actualment alcaldessa de Granollers des de l'1 d'abril de 2022.

## Biografia
Llicenciada en Comunicació Audiovisual per la Universitat Pompeu Fabra. Ha treballat com a periodista a Granollers Televisió i com a productora de la companyia de dansa Marta Carrasco.
És regidora de l'Ajuntament de Granollers des de 2003, al capdavant de les regidories de Joventut i Imatge i Comunicació (2003-2007); Cultura i Comunicació (2007-2011); Cultura, Comunicació i Imatge i Relacions Ciutadanes (2011-2015); Comunicació, Relacions Institucionals, Serveis Jurídics, Contractació, Programació, Processos Estratègics i Cooperació i Solidaritat (2015-2019). Entre 2019 i 2023 fou Coordinadora de Govern, 1a tinent d'alcalde i regidora de Planificació Estratègica i Governança. És diputada delegada de Polítiques d'Igualtat de la Diputació de Barcelona des de l'11 de juliol de 2019. És alcaldessa de Granollers des de l'1 d'abril de 2022. A les eleccions municipals de 2023, va revalidar l'alcaldia, mantenint la majoria absoluta.